# Хазиев, Галимзян Мухаметшинович
Галимзян Мухаметшинович Хазиев (11 июля 1930 — 2 февраля 2021) — советский работник нефтяной промышленности, буровой мастер управления буровых работ «Альметьевбурнефть» объединения «Татнефть» Министерства нефтяной промышленности СССР, Татарская АССР. Герой Социалистического Труда (1971).

## Биография
Родился 11 июля 1930 года в деревне Исмаилово Туймазинского района Башкирской АССР в татарской семье. Получил неполное среднее образование и пошёл работать в колхоз.
После войны, в 1949 году, устроился буровым рабочим в трест «Татбурнефть» и вскоре стал помощником бурильщика. Одновременно с работой сдал экзамены за среднюю школу. В 1968 году окончил двухгодичные курсы мастеров, став мастером в бригаде «Альметьевбурнефти».
Досрочно выполнил личные социалистические обязательства и плановые производственные задания Восьмой пятилетки (1966—1970). 30 марта 1971 года Указом Президиума Верховного Совета СССР удостоен звания Героя Социалистического Труда «за выдающиеся заслуги в выполнении заданий пятилетнего плана по добыче нефти и достижение высоких технико-экономических показателей в работе» с вручением ордена Ленина и золотой медали Серп и Молот.
До ухода на пенсию в 1994 году, работал буровым мастером в Альметьевском управлении буровых работ ПО «Татнефть». Занимался общественной деятельностью, избирался депутатом Альметьевского горсовета.
В последнее время находился на пенсии. Был женат, вдова — Асия Габдулгалимовна; в семье двое сыновей и две дочери.
Скончался 2 февраля 2021 года.

## Награды
- Награждён также орденом «Знак Почёта» и медалями, в числе которых «За трудовую доблесть».
- Удостоен званий «Заслуженный нефтяник ТАССР» (1981), «Почетный нефтяник СССР» (1981) и «Почетный нефтяник объединения „Татнефть“» (1985)[6].